# إيمي ليزلي
إيمي ليزلي (بالإنجليزية: Amy Leslie)‏ هي صحفية ومغنية أوبرا وممثلة أمريكية، ولدت في 11 أكتوبر 1855 في ويست برلنغتون في الولايات المتحدة، وتوفيت في 3 يوليو 1939 في شيكاغو في الولايات المتحدة.